# 袁隗
袁隗（2世纪？—190年5月10日），字次阳。汝南郡汝阳县（今河南省汝南县）人。為東漢太傅，後因其兄長之子袁绍、袁術皆反董卓而被牽連，使其被董卓殺害，株連三族。

## 事蹟簡略
安國康侯袁湯之子，安國宣文侯袁逢之弟，袁基、袁紹、袁術等人的叔父，其妻馬倫為名儒馬融之女。先兄袁逢為三公。時中常侍袁赦，隗之宗也，用事於中。以逢、隗世宰相家，推崇以為外援。故袁氏貴寵於世，富奢甚，不與它公族同。
熹平元年（172年）十二月，司徒许栩罢，大鸿胪袁隗接任司徒。熹平五年（176年），罢职。光和五年（182年），太常袁隗再度出任司徒，于中平二年（185年）免职。中平六年（189年），汉灵帝逝世。汉少帝继位后，何太后临朝称制。后将军袁隗为太傅，他与少帝的舅舅、大将军何进参录尚书事。
後因其兄長之子袁紹、袁術皆反董卓而被牽連，使董卓殺害袁隗及袁基（紹、術之族兄）等除尺口（一尺以下大小的嬰幼兒）以外的袁氏家族男女五十餘人。袁隗歿年時間據《後漢書》記載為初平元年三月戊午日（十八日，西曆190年5月10日）。

## 世系
自袁良以後，至其孫袁安官至司徒，袁安幼子袁敞為司空，袁安次子袁京之子袁湯官至太尉，袁湯之子袁逢亦至司空，袁逢之弟袁隗亦至司徒、太傅。四世中居三公之位者多至五人，號稱「四世三公」。
夫人扶風馬氏（122－184），是名將馬援的侄曾孫女。